# Paratendipes maculipennis
Paratendipes maculipennis är en tvåvingeart som beskrevs av Sushill K. Dutta och Chaudhuri 1996. Paratendipes maculipennis ingår i släktet Paratendipes och familjen fjädermyggor.
Artens utbredningsområde är Västbengalen (Indien). Inga underarter finns listade i Catalogue of Life.